# Salvatore Caroleo

Salvatore Caroleo junior

Salvatore Caroleo (Catanzaro, 12 maggio 1916 – Catanzaro, 11 novembre 1989) è stato un compositore e direttore di banda italiano.

## Biografia
Salvatore Caroleo Inizia lo studio della musica insieme a suo zio, l'omonimo Salvatore Caroleo, il quale lo avvia alla pratica strumentale, alla direzione e ai primi rudimenti della composizione. Si arruola nella Marina Militare a Taranto, venendo incaricato del ruolo di Maestro sostituto e arrangiatore di repertori bandistici. Tra il 1943 ed il 1945, opera nell'Arsenale Militare di La Spezia come esecutore e Maestro sostituto. Nel periodo successivo al servizio militare, torna a Gagliano, e nel 1948 ricostituisce la Banda Musicale fondata da suo zio, con il nuovo appellativo di ''Gran Concerto Cooperativo Bandistico Gagliano-Tiriolo'', successivamente rinominata ''Banda Musicale Città di Catanzaro'', attualmente operativa sul territorio. Nei primi anni 50, l'amministrazione comunale di Borgia gli affida il compito di rifondare il Gran Complesso Bandistico Città di Borgia, ciò gli permise di confermarsi a livello nazionale e dirigere numerosi concerti presso alcune città italiane: Roma, Palermo, Catania, Bari, Napoli, Salerno, Caserta. A metà degli anni 50, già inserito nella categoria compositori nei cataloghi SIAE, lavora come arrangiatore di temi musicali leggeri per orchestre e solisti, pubblicati ed editati a Roma, dalla Casa musicale Avietta. Nel gennaio del 1952, la Casa musicale Ortipe di Roma, gli consegna il Diploma d'Onore di Medaglia d'Oro per la realizzazione dell'opera ''Passa la banda''. Successivamente consegue il compimento della scuola di composizione al conservatorio di musica San Pietro a Majella di Napoli, ed il diploma di strumentazione per banda presso il Conservatorio Giuseppe Verdi di Milano. Sempre nel 1952, si trasferisce a Tiriolo, e dirige la Banda di paese fino al novembre del 1957, anno in cui si trasferisce a Borgia. Due anni dopo, nell'agosto del 1959, riceve il riconoscimento Diploma d'Onore di Medaglia d'Oro al Concorso Bandistico Regionale tenutosi a Vibo Valentia, all'evento Agosto Vibonese della Cultura e dell’Arte, sotto l'alto patronato del Presidente della Repubblica.  A Borgia dirige il ''Gran Concerto Bandistico di Borgia'' fino al 1971, anno in cui si ritira in modo definitivo dal mondo della musica. Nel 1989 muore a causa di un ictus. In sua memoria, nel 2000, la Città di Borgia organizza il Raduno Bandistico Nazionale con annesso concorso, per eleggere la sua miglior composizione, vinta dalla Banda della Città di Salerno diretta dal Maestro Cammarota. In seguito, la Città di Borgia affigge alla sua abitazione di Via Trieste, una targa commemorativa, ed iscrive il suo nominativo all'Albo d'Oro del Comune. In occasione dei 150 anni della fondazione della Banda Musicale di Borgia, quest'ultima prende la nuova denominazione di Banda Musicale Salvatore Caroleo. A Gagliano, suo quartiere natio, nel 2016 è organizzata una cerimonia commemorativa e viene affissa nella sua precedente abitazione una targa marmorea autorizzata dal Comune di Catanzaro. Sempre nel 2016, il Comune di Catanzaro approva l'intitolazione del Centro Servizi Sociali ai Maestri Salvatore Caroleo senior e junior. All'interno del Centro Sociale è presente una sala denominata sala ''Maestri Salvatore Caroleo senior e junior''.

## Stile compositivo
Sono due le fasi più rappresentative della sua opera: la prima, sviluppatasi intorno ai primi anni 50, è connotabile per l’utilizzo del modello compositivo Vesselliano, ispirato all’opera del Maestro Alessandro Vessella, improntato sulla valorizzazione della matrice sinfonica delle concatenazioni compositive, realizzando entrate incisive degli strumenti che utilizzano le proprie sonorità su l’ideale di tutt’uno strumentale, fatto di lunghe sequenze di categorie strumentali mosse in parallelo. La seconda invece, inizia all’inizio degli anni 70, ed era connotata dalla trattazione dinamica delle parti, con l’obbiettivo di valorizzare ogni singola sonorità degli strumenti, con incipit in levare, e andamenti più ritmici e contrappuntistici, principalmente nello sviluppo tripartizione della Marcia.

## Opere
Tiriolo (1952), Abbandono (1960), Venerdì Santo (1961), Borgia (1964), Sopravvivere (1964), Omaggio al pesce spada (1970), Reminiscenze (1970), Cirillo in marcia (1970), Cecilia (1971), Mini banda (1971), Passa la banda (1971), Anna (1973), Serenità (1973), Cosetta (1974), Paola (1975), Bruzia (1976), Angelica (1977), Letizia (1977), Paoletta (1977), Semplicità (1978), Esultanza (1979), Pax (1979), Trincaria (1979), Mesti Ricordi (1980), Ritorno (1980), Soavità (1981), Elegia (1982), Scheletri Vaganti (1982), Addio (1983), Guarda e passa (1983), Son vivi ma son morti (1983), L'amaro pianto per un caro estinto (1987) 
Anna, Paola e Paoletta formano la trilogia delle marce dedicate alle nipoti.

## Curiosità
L’ex direttore di banda Giuseppe Cimino, che a partire dagli anni 50 diresse l’attuale della Banda Musicale ‘’Giuseppe Cimino’’ Città di Cropani, fu allievo del Maestro Salvatore Caroleo. 
Nel 1945 Salvatore Caroleo si trovava presso l’Arsenale della Marina di La Spezia, e dopo esser stato scambiato per un Repubblichino, subì un processo sommario e messo alla gogna pubblica, per poi essere destinato alla fucilazione. Fu salvato da un suo ex commilitone di stanza a Taranto, a cui all’epoca aveva impartito lezioni di musica, che trovandosi lì per caso, lo riconobbe, e simulando una colluttazione lo fece fuggire. Ciò gli permise di salvarsi e di rientrare clandestinamente a Gagliano. 
I Maestri Salvatore Caroleo senior e junior sono citati nel libro I Rughi (pag. 73), scritto da Antonio Caroleo e presentato al Comune di Catanzaro a novembre 2023.  
Salvatore Caroleo junior è imparentato con l'artista Francesco Caroleo.  
Salvatore Caroleo junior, come suo zio Salvatore Caroleo, ha una lontana parentela con il reduce della II Guerra mondiale, Salvatore Caroleo, omonimo e concittadino.   
Il giornalista Riccardo Colao ha dedicato un servizio a Salvatore Caroleo junior e senior, nella rivista I Catanzaresi .